# Rokiškis

Brasão de armas de Rokiškis.

Rokiškis (pronunciaçãoⓘ) é uma cidade no norte da Lituânia com uma população de aproximadamente 16.000 habitantes.

## História
A lenda da fundação de Rokiškis fala sobre um caçador chamado Rokas que estava caçado lebres (em lituano:  "kiškis"). Entretanto, cidades que terminam com "-kiškis" são bem populares na região. A cidade foi primeiramente mencionada em 1499. No princípio, era a residência do príncipe Kroszinski, mais tarde Tyzenhaus construiu uma igreja neo-gótica de São Mateus e um castelo que está bem preservado hoje e abriga o Museu Regional de Rokiškis. A cidade foi planejada de uma forma neoclássica, começou a crescer em 1873 quando uma ferrovia foi construída. Rokiškis adquiriu direitos de cidade em 1920.